# 中塚武司
中塚 武司（なかつか たけし、1926年11月13日 - 2008年10月30日）は、日本の自動車技術者。元車体工業株式会社社長。元いすゞ自動車株式会社理事。
エンジンの設計をはじめ、制御技術、タイヤ、新素材、サスペンションなど自動車を構成するほぼ全ての技術に携わり、日本の自動車技術の発展に著しく貢献した。

## 業績
日本初の空気ばね車や電子制御によるディーゼルエンジン、新素材、4輪独立懸架乗用車、4WD車、電子制御機械式自動変速機などの新技術を開発した。とりわけ、1955年に行った空気ばねの研究･開発は、後の東海道新幹線における同技術の先鞭となった。また、自動車運動の解析及び理論化に努め、さらに人間工学や環境工学、医学、生理学的観点から《人間-機械-環境系》という体系を提唱･確立すると共に、従来の“設計者”の枠を実験･研究者の司る範疇にまで拡張し、今日における“技術者”の再定義に寄与した。

## 経歴
- 1951年 東京工業大学工学部機械工学科卒業
- 1952年 いすゞ自動車入社
- 1965年 研究部研究室主査
- 1970年 小型車研究生産本部小型車実験研究部部長
- 1976年 取締役 小型車研究生産本部副本部長
- 1977年 東京工業大学講師（1981年まで）
- 1980年 常務取締役 開発本部長補佐
- 1982年 常務取締役 開発本部長
- 1988年 車体工業株式会社 代表取締役社長
- 1992年 株式会社いすゞ中央研究所 会長
- 1994年 いすゞ自動車株式会社 理事
- 2008年 大動脈瘤破裂のため死去[1]

## 受賞等
- 1967年 自動車技術会賞 学術賞（自動車の限界特性研究）
- 1983年 発明協会会長賞（急速加熱グロープラグ開発）
- 1991年 PM優秀事業場賞（PM方式設備管理による品質と生産性向上）
- 1992年 科学技術庁長官賞（NAVI-5の開発育成）
- 1992年 自動車技術会賞 技術貢献賞（自動車技術全般への貢献）

## 参考資料
- 『人間-機械-環境系としての自動車の運動性能、安全性を追求』
- 日本自動車殿堂